# Iwao Matsuda
Iwao Matsuda (松田 巌 Matsuda Iwao?, 23 de febrero de 1895 - 26 de marzo de 1979) fue un general del Ejército Imperial Japonés, que tomó la comandancia de las fuerzas de campo japonesas en el sur del Pacífico durante los últimos meses de la Segunda Guerra Mundial.

## Biografía
Matsuda nació en la Prefectura de Ishikawa. Se graduó en la 28.ª promoción de la Academia del Ejército Imperial Japonés, en mayo de 1916, y en la clase 36.ª promoción de la Universidad del Ejército (noviembre de 1924) como un especialista en la logística del ejército. Fue ascendido a coronel en julio de 1938, y se le ofreció el mando del 86.º Regimiento de Infantería, un regimiento recién formado enviado directamente como fuerza de guarnición a Hangzhou, durante la segunda guerra sino-japonesa. En diciembre de 1940 fue trasladado a Manchukuo como instructor de la escuela Ejército de Kwantung en Gongzhuling.
En octubre de 1941, Matsuda fue nombrado jefe de Estado Mayor de la 23.ª División, en ese momento una unidad de patrulla fronteriza en Manchukuo. Fue ascendido a general de comandos en agosto de 1942, y en septiembre fue asignado de la 14.ª Brigada de Infantería. En febrero de 1943, fue reasignado al 4.º Comando de Transporte, y se le envió a Nueva Guinea, donde en octubre de 1943 se convirtió en comandante de la brigada de la 65.ª Brigada de Infantería con sede en Rabaul.
Enviado a cabo Gloucester, en el extremo occidental de Nueva Bretaña, Matsuda mandó una guarnición de 10.500 hombres llamada "Fuerza Matsuda". Sin embargo, sus fuerzas fueron esparcidas en un área amplia, y fueron invadidas por la Marina de los Estados Unidos en la batalla del Cabo Gloucester a finales de enero de 1944.